# Sayre (Oklahoma)
Sayre è un comune degli Stati Uniti d'America, capoluogo della Contea di Beaver, nello Stato dell'Oklahoma. Si trova a metà strada fra Amarillo ed Oklahoma City sulla Interstate 40 nonché storica Route 66.